# Hans von Kirchbach (General, 1834)
Hans Adolf von Kirchbach (* 26. Oktober 1834 in Dresden; † 9. Februar 1903 ebenda) war ein sächsischer Generalmajor

## Leben

### Herkunft
Seine Eltern waren der Oberstleutnant Hans Carl von Kirchbach (1806–1876) und dessen Ehefrau Marie, geborene Stuck.

### Militärkarriere
Er erhielt seine Schulbildung im Dresdner Kadettenkorps. Danach trat er in die Sächsische Armee ein und erhielt 1853 sein Offizierspatent. Er stieg 1859 zum Oberleutnant und 1866 zum Hauptmann auf. Während des Deutschen Kriegs und des Deutsch-Französischen Kriegs befand er sich im 4. Bataillon der Brigade Kronprinz. Dabei erhielt er nach der Schlacht bei Sedan vom Prinzen Georg von Sachsen den Auftrag die Siegesmeldung nach Dresden zu bringen. Für den Feldzug erhielt er das Eiserne Kreuz II. Klasse und das Ritterkreuz I. Klasse des Verdienstordens.
Nach dem Krieg wurde er im Jahr 1873 zum Major und im Juni 1878 zum Oberstleutnant befördert. 1881 kam er als Bataillonskommandeur in das 4. Infanterie-Regiment Nr. 103 und wurde zum Oberst befördert. Daran schloss sich 1885 seine Ernennung zum Kommandeur des 9. Infanterie-Regiment Nr. 133 an. In Genehmigung seines Abschied wurde er am 15. März 1887 unter Verleihung des Charakters als Generalmajor mit der gesetzlichen Pension und der Erlaubnis zum Tragen seiner Uniform zur Disposition gestellt.

### Familie
Kirchbach heiratete am 6. Oktober 1863 Mathilde von Könitz (* 1836). Aus der Ehe ging die Tochter Ella (* 1867) hervor, die am 4. April 1897 den sächsischen General der Kavallerie Karl von Lindeman (1856–1915) heiratete.